# Dylan (nombre)
Dylan es un nombre masculino de origen galés. Su significado es "hijo del mar", "hijo de la ola" o "nacido del océano". Dylan ail Don fue un personaje de la mitología galesa, pero la popularidad del nombre en la actualidad se debe al poeta Dylan Thomas. En Gales fue el nombre galés más popular otorgado a recién nacidos en 2010.